# Antietam
Antietam is een indierockband uit Louisville (Kentucky), opgericht in 1984 door leden van de Babylon Dance Band, het mannen en vrouwenduo Tara Key en Tim Harris. Ze brachten tussen 1985 en 1995 zes albums uit en zijn sinds eind jaren 1980 in New York gevestigd. Ze stopten met werken als band in 1996, maar werden opnieuw geformeerd in 2004 en hebben nog een aantal albums uitgebracht.

## Bezetting
Huidige bezetting
- Tara Key
- Tim Harris
- Josh Madell

Voormalige leden
- Wolf Knapp
- Michael Weinert
- Sean Mulhall
- Danna Pentes
- Charles Scultz

## Geschiedenis
Key en Harris (zowel vocalisten als multi-instrumentalisten en de helft van de Babylon Dance Band) rekruteerden aanvankelijk Wolf Knapp en Michael Weinert om de bezetting van Antietam te voltooien, de naam ontleend aan de plaats van een 
veldslag in de Amerikaanse Burgeroorlog. Ze tekenden bij Homestead Records, die in juli 1985 hun gelijknamige debuut uitbrachten. Bij het uitbrengen van het tweede album Music from Elba werd Weinert vervangen door de voormalige Babylon Dance Band-drummer Sean Mulhall, en Danna Pentes van Fetchin Bones werd toegevoegd op viool. Ze verhuisden naar New York en het zou drie jaar duren voordat hun volgende publicatie, de 12"-single Eaten up by Hate, uitkwam bij Triple X Records. Ze volgden dit met het album Burgoo in 1990, geproduceerd door Ira Kaplan en Georgia Hubley van Yo La Tengo en nu met Charles Schultz op drums. Josh Madell verving Schultz en speelde op Everywhere Outside (1991) en het live-album Antietam Comes Alive!, opgenomen als CBGB. De band keerde in 1995 terug naar Homestead voor het album Rope-a-Dope. De laatste publicatie van de band uit deze periode was de single Alibi in 1996.
Tara Key bracht in 1994 en 1995 twee soloalbums uit met Harris en verschillende leden van Antietam. Na Antietam nam Key met Rick Rizzo van Eleventh Dream Day op het album Dark Edson Tiger (2000) op en werkten ze opnieuw samen aan het album Double Star uit 2011. Harris ging opnemen met Yo La Tengo en The Special Pillow. Madell ging drummen voor Codeine en Retsin. In 1996 trad Key op met Yo la Tengo als de huisband van The Factory in de film I Shot Andy Warhol. Antietam hervormde in 2004, bracht het album Victory Park uit en heeft sindsdien Opus Mixtum (2008), Tenth Life (2011) en Intimations of Immortality (2017) uitgebracht.

## Discografie

### Antietam

#### Albums
- 1985: Antietam (Homestead Records)
- 1986: Music From Elba (Homestead Records)
- 1990: Burgoo (Triple X Records)
- 1991: Everywhere Outside (Triple X Records)
- 1992: Antietam Comes Alive! (Triple X Records)
- 1995: Rope-a-Dope (Homestead Records)
- 2004: Victory Park (Carrot Top)
- 2008: Opus Mixtum (Carrot Top)
- 2011: Tenth Life (Carrot Top)
- 2017: Intimations of Immortality (Motorific Sounds)

#### Singles
- Until Now/Rain (Homestead)
- Eaten Up by Hate/Naples/Day Before Tomorrow (Triple X)
- Alibi/Pegasi 51 (Other Music)

### Babylon Dance Band

#### Albums
- 1994: Four on One (Matador Records)

#### Singles
- 1981: When I'm Home/Remains of the Beat
- 1990: Someday/Rubbertown (Trash Flow)

### Tara Key

#### Albums
- 1994: Bourbon County (Homestead)
- 1995: Ear and Echo (Homestead)

### Rick Rizzo & Tara Key

#### Albums
- 1999: Dark Edson Tiger (Thrill Jokey)
- 2011: Double Star (Thrill Jockey)